# Омер Дамарі
Омер Дамарі (івр. עומר דמארי, нар. 24 березня 1989, Рішон-ле-Ціон) — ізраїльський футболіст, що грає на позиції нападника за РБ «Лейпциг» та національну збірну Ізраїлю.

## Клубна кар'єра
У дорослому футболі дебютував 2006 року виступами за команду клубу «Маккабі» (Петах-Тіква), в якій провів п'ять сезонів, взявши участь у 118 матчах чемпіонату.  Більшість часу, проведеного у складі петах-тіквського «Маккабі», був основним гравцем атакувальної ланки команди.
Своєю грою за цю команду привернув увагу представників тренерського штабу клубу «Хапоель» (Тель-Авів), до складу якого приєднався 2011 року. Відіграв за команду з Тель-Авіва наступні три сезони своєї ігрової кар'єри. Граючи у складі тель-авівського «Хапоеля» також здебільшого виходив на поле в основному складі команди. У складі тель-авівського «Хапоеля» був одним з головних бомбардирів команди, маючи середню результативність на рівні 0,55 голу за гру першості.
У 2014 році перейшов до австрійського клубу «Аустрія» (Відень). На початку 2015 року перейшов до німецького клубу РБ «Лейпциг».

## Виступи за збірні
У 2004 році дебютував у складі юнацької збірної Ізраїлю, взяв участь у 10 іграх на юнацькому рівні, відзначившись 3 забитими голами.
Протягом 2008–2010 років залучався до складу молодіжної збірної Ізраїлю. На молодіжному рівні зіграв у 10 офіційних матчах.
У 2010 році дебютував в офіційних матчах у складі національної збірної Ізраїлю. Відтоді провів у формі головної команди країни 17 матчів, забивши 9 голів.